# (46514) Lasswitz
(46514) Lasswitz (1977 JA) – planetoida z pasa głównego asteroid okrążająca Słońce w ciągu 3,51 lat w średniej odległości 2,31 au. Odkryta 15 maja 1977 roku.